# Maeotella
Maeotella is een geslacht van spinnen uit de familie springspinnen (Salticidae).

## Soorten
De volgende soort is bij het geslacht ingedeeld:
- Maeotella perplexa (Peckham & Peckham, 1901)